# Cantors zweites Diagonalargument
Cantors zweites Diagonalargument ist ein mathematischer Beweis dafür, dass die Menge der reellen Zahlen überabzählbar ist, und allgemeiner, dass die Abbildungen einer Menge nach {0,1} sowie die Potenzmenge einer Menge mächtiger als diese Menge sind. Der Mathematiker Georg Cantor fand diesen Beweis im Jahr 1877 und gab die beiden Verallgemeinerungen 1891 und 1899 an.
Mit seinem ersten Diagonalargument zeigte Cantor, dass die Menge der rationalen Zahlen abzählbar ist, er gab eine umkehrbar eindeutige Abbildung (eine Bijektion) zwischen der Menge der natürlichen Zahlen und der Menge der rationalen Zahlen an. Diese Abbildung erlaubt es anschaulich, alle rationalen Zahlen in einer abzählbar unendlichen Folge anzuordnen.
Durch Widerspruch zeigte er, dass es für die reellen Zahlen keine solche Folge gibt, d. h. keine Bijektion zu den natürlichen Zahlen.
Dieser Beweis ist nicht Cantors erster Beweis der Überabzählbarkeit der reellen Zahlen. Cantors erster Überabzählbarkeitsbeweis wurde 1874, drei Jahre vor seinem Diagonalargument, veröffentlicht. Der erste Beweis arbeitet mit anderen Eigenschaften der reellen Zahlen und kommt ganz ohne ein Zahlensystem aus.

## Beweis der Überabzählbarkeit der reellen Zahlen
Sei {\displaystyle (z_{i})} eine beliebige Folge reeller Zahlen im offenen Intervall {\displaystyle (0,1)}. Wir werden zeigen, dass es mindestens eine reelle Zahl in diesem Intervall gibt, die nicht in der Folge {\displaystyle (z_{i})} vorkommt. Da diese Argumentation für jede beliebige Folge {\displaystyle (z_{i})} gilt, kann es keine Folge geben, die alle reellen Zahlen im Intervall {\displaystyle (0,1)} enthält.
Die Zahlen {\displaystyle z_{i}} einer beliebigen reellen Folge haben Dezimalbruch-Entwicklungen und können daher so geschrieben werden: 
{\displaystyle z_{1}=0,{\underline {a_{11}}}\ a_{12}\ a_{13}\ldots }
{\displaystyle z_{2}=0,a_{21}\ {\underline {a_{22}}}\ a_{23}\ldots }
{\displaystyle z_{3}=0,a_{31}\ a_{32}\ {\underline {a_{33}}}\ldots }
{\displaystyle z_{4}=\ldots }
{\displaystyle \vdots }
Hier sind die {\displaystyle z_{i}} reelle Zahlen und die {\displaystyle a_{ij}} Dezimalstellen dieser reellen Zahlen. Diese bilden ein rechteckiges Schema, dessen Diagonalelemente hier durch Unterstreichung hervorgehoben sind. Aus diesen konstruieren wir eine neue Zahl
{\displaystyle x=0,x_{1}x_{2}x_{3}\ldots ;\qquad }
wie folgt:
Jede Dezimalstelle {\displaystyle x_{i}} von {\displaystyle x} wird durch die i-te Dezimalstelle von {\displaystyle z_{i}} definiert:
Für {\displaystyle i=1}: Wenn {\displaystyle a_{11}=5} ist, setzen wir {\displaystyle x_{1}=4}, sonst {\displaystyle x_{1}=5}. Mit dieser Definition ist sichergestellt, dass {\displaystyle x} eine andere Zahl ist als {\displaystyle z_{1}}.
Für {\displaystyle i=2}: Wenn {\displaystyle a_{22}=5} ist, setzen wir {\displaystyle x_{2}=4}, sonst {\displaystyle x_{2}=5}. Damit gilt {\displaystyle x\neq z_{2}}.
Allgemein für beliebiges {\displaystyle i}: Wenn {\displaystyle a_{ii}=5} ist, setzen wir {\displaystyle x_{i}=4}, sonst {\displaystyle x_{i}=5}. Damit gilt {\displaystyle x\neq z_{i}}.
So gehen wir durch die ganze Folge und erhalten eine Zahl {\displaystyle x}, die sich von allen Zahlen in der Folge in mindestens einer Dezimalstelle unterscheidet und die größer als 0 und kleiner als 1 ist. Diese Zahl nennt man die Diagonalzahl, die der Folge {\displaystyle (z_{i})} zugeordnet wird.
Die Folge {\displaystyle (z_{i})} enthält also nicht die ihr zugeordnete Diagonalzahl und damit nicht jede reelle Zahl zwischen 0 und 1. Wählt man eine andere Folge, erhält man möglicherweise eine andere Diagonalzahl, aber wir haben bewiesen: Für jede Folge von Zahlen zwischen 0 und 1 gibt es eine Zahl zwischen 0 und 1, die nicht in dieser Folge enthalten ist. Deshalb enthält keine Folge alle reellen Zahlen zwischen 0 und 1. Mit Folgen als Abbildungen {\displaystyle \mathbb {N} \to (0,1)} aufgefasst, gibt es also keine surjektive Abbildung {\displaystyle \mathbb {N} \to (0,1)}. 
Die Menge der reellen Zahlen im Intervall {\displaystyle (0,1)} ist deshalb weder gleichmächtig zu {\displaystyle \mathbb {N} } noch endlich, mithin überabzählbar.
Da das betrachtete Intervall {\displaystyle (0,1)} eine Teilmenge der Menge {\displaystyle \mathbb {R} } aller reellen Zahlen ist, ist {\displaystyle \mathbb {R} } erst recht überabzählbar: Aus jeder surjektiven Abbildung {\displaystyle \mathbb {N} \to \mathbb {R} } ließe sich sofort eine surjektive Abbildung {\displaystyle \mathbb {N} \to (0,1)} gewinnen.
Tatsächlich ist {\displaystyle \mathbb {R} } sogar gleichmächtig zu {\displaystyle (0,1)}, wie man anhand einer geeigneten Bijektion, beispielsweise {\displaystyle x\mapsto {\tfrac {1}{1-x}}-{\tfrac {1}{x}}}, erkennt.

## Verallgemeinerung: Mächtigkeit der Potenzmenge einer Menge
Mit einer allgemeineren Form des obigen Beweises zeigte Cantor, dass die Potenzmenge einer beliebigen Menge mächtiger als diese Menge ist. Genauer zeigte er: Es gibt keine surjektive Abbildung von {\displaystyle A} auf {\displaystyle {\mathcal {P}}(A)}. Diese Aussage wird auch Satz von Cantor genannt.
Im älteren Beweis von 1891 zeigte Cantor die größere Mächtigkeit der Abbildungen von {\displaystyle A} nach {\displaystyle \{0,1\}}, die bijektiv auf die Teilmengen von {\displaystyle A}, also auf die Potenzmenge, abgebildet werden können. Den Zusammenhang zum Beweis von {\displaystyle |\mathbb {N} |<|\mathbb {R} |} kann man – ungefähr – erkennen, wenn man Teilmengen {\displaystyle X\subset \mathbb {N} } als Folge von 0en und 1en schreibt (für {\displaystyle n\not \in X} bzw. {\displaystyle n\in X}) und diese als Ziffernentwicklung interpretiert.